# Eduardo Escudero Forrastal
Eduardo Escudero Forrastal (San Felipe, 20 de noviembre de 1902-1960) fue un médico cirujano y político chileno, miembro fundador del Partido Socialista (PS). Se desempeñó como ministro de Salubridad, Previsión y Asistencia Social de su país, durante el gobierno del presidente Juan Antonio Ríos entre abril y agosto de 1942.

## Familia y estudios
Nació en San Felipe (Chile) el 20 de noviembre de 1902, hijo de Carlos Escudero y de la profesora Rosalba Forrastal. Realizó sus estudios primarios y secundarios en el Liceo de Talca y en el Internado Nacional Barros Arana de Santiago, respectivamente. Continuó los superiores en la Escuela de Medicina de la Universidad de Chile, titulándose como médico cirujano en 1931. En 1951, efectuó un curso de especialización en salud pública, egresando como especialista en enfermedades broncopulmonares.
Se casó con Martha Banker Maruri, con quien tuvo dos hijas, Muriel y Martha Aída. Esta última fue médico veterinaria y debido a su militancia socialista, perseguida por la dictadura militar del general Augusto Pinochet (1973-1990).

## Carrera profesional y política
Ejerció su profesión, como médico jefe del Departamento de Higiene Industrial de la Dirección General de Sanidad del Ministerio de Salubridad, Previsión y Asistencia Social. Luego, actuó como médico de la Policlínica n° 2 de la Caja del Seguro Obrero.
En 1933 fue uno de los miembros fundadores del Partido Socialista de Chile (PS). El 8 de abril de 1942, fue nombrado por el presidente radical Juan Antonio Ríos, como titular del Ministerio de Salubridad, Previsión y Asistencia Social, ejerciendo el cargo hasta el 17 de agosto del mismo año.
Tras dejar el gobierno, fundó la Unidad Sanitaria "Conchalí", desempeñándose como su director. También, ocupó varios cargos directivos en seccionales, consejos técnicos médicos y de municipalidades.
Por otra parte, fue autor de diversas publicaciones sobre arañas venenosas e intoxicaciones por magnesio, entre otros temas de salud pública. Asimismo, fue miembro fundador de la Sociedad y Medicina Preventiva, de la Sociedad de Higiene Industrial y Medicina del Trabajo y de la Federación Nacional de Cooperativas de Edificación de Chile, presidiendo esta última. Falleció en 1960.

## Obra escrita
- Apósitos de larga duración en las fracturas espuestas (1931).[4]